# Stadiumi Llukar
Stadiumi Llukar – piłkarski stadion w Prisztinie, w Kosowie. Na tym obiekcie swoje mecze rozgrywa klub: KF Beselidhja Prisztina. Stadion może pomieścić 3000 osób.